# Джеймс Г'юїтт (музикант)
Джеймс Г'юїтт (англ. James Hewitt, 4 червня 1770 — 2 серпня 1827) — американський диригент, композитор і музичний видавець.
Народився в Дартмурі, Англія. Відомо, що він жив у Лондоні в 1791 та на початку 1792 року, але у вересні того ж року поїхав до Нью-Йорка. Там він перебував до 1811 року, керуючи театральним оркестром, складаючи й аранжуючи музику для місцевих баладних опер і музичних заходів. Він також давав уроки та продавав музичні інструменти та видання у своєму «музосховищі».
Він почав брати участь у музичній діяльності Бостона ще в 1805 році і переїхав туди в 1811 році, займаючись тією ж діяльністю, що й у Нью-Йорку. До кінця життя він подорожував між двома містами. Після невдалої операції в Нью-Йорку на початку 1827 року його повернули до Бостона, де через кілька місяців помер. Місце його поховання невідоме. Більшість його публікацій були творами британських композиторів, зокрема Вільяма Шилда, Джеймса Гука і навіть Гайдна та Моцарта. Він також опублікував близько 160 власних творів, включаючи інструментальні, клавішні та вокальні композиції. Як і інші американські вчителі музики тієї ж епохи, він також випустив кілька педагогічних книг.
Одним із найвідоміших його творів на сьогодні є «Битва при Трентоні», соната для клавіш, написана в 1797 році і присвячена Джорджу Вашингтону. Ця соната містить численні короткі розділи з описовими назвами, як-от «Армія в русі», «Атака — гармати — бомба», «Політ гессенців», «Сурми перемоги» тощо, включаючи один розділ із використанням мелодії «Yankee Doodle». Коли клавесинист Ральф Кіркпатрик відновив твір у 1940 році, журнал Time прокоментував, що «Битва при Трентоні, хоча здебільшого написана розміреною, дзвінкою ідіомою англійської салонної музики 18-го століття, все ще зберігала тліючий гуркіт і гул, що нагадують ранні твори Людвіга ван Бетховена». Твір був аранжований для гурту і його можна почути у виконанні Goldman Band на альбомі «Footlifters — A Century of American Marches». Його також записав органіст Е. Пауер Біггс, який розповів про власне виконання.
Г'юїтт мав особливий вплив на музичне життя Нью-Йорка на початку дев'ятнадцятого століття. Четверо його дітей стали видатними музикантами: його син Джон Хілл Г'юїтт (1801—1890) був визначним композитором, дочка Софія Генрієтта Емма Г'юїтт (1799—1845) була відомою концертною піаністкою, його син Джеймс Ленг Г'юїтт (1803—1853).) теж став успішним музичним видавцем (одружений з поетесою Мері Е. Г'юїтт), а інший син Джордж Вашингтон Г'юїтт (1811—1893) викладав музичне мистецтво і писав власні музичні твори. Його племінницею була сопрано Еліза Біскаччіанті.